# Herman Dalmatin
Herman Dalmatin ili Herman Dalmatinac (oko 1110. – oko 1143.) bio je hrvatski filozof i znanstvenik. Pionir je europskoga latinskog aristotelizma.
Uz Adelarda iz Batha, Ivana od Seville, Gerarda od Cremone i Platona iz Tivolija Herman je jedan od najznačajnijih prevoditelja arapskih astronomskih djela u 12. stoljeću. Osobito je velik bio utjecaj njegovih prijevoda na razvoj srednjovjekovne europske astronomije.

## Ime
Herman je imao nekoliko imena koja ukazuju na njegovu zemlju podrijetla ili etničku pripadnost: Herman Dalmatin ili Dalmatinac (Hermannus Dalmata), Herman Koruški (Hermannus de Carinthia) i Herman Slavenski (Hermannus Sclavus). Uvijek je smatrao da je njegova domovina Koruška ili Istra. Preferirao je ime Hermannus Secundus, tj. Herman Drugi, čime se proglasio nasljednikom Hermanna od Reichenaua, ranijeg pisca o astrolabu.

## Životopis
Glavni izvori o Hermanovom životu su uvodi njegovih vlastitih djela i spisi njegovih suvremenika. Prema vlastitim riječima, rođen je početkom 12. stoljeća, vjerojatno oko 1105. ili 1110., u središnjoj Istri, tada dijelom Koruške koja je bila dio Svetog Rimskog Carstva. Točnu lokaciju je teško odrediti s obzirom na široki teritorijalni opseg Istarske marke u 12. stoljeću, koja je uključivala Kras, Trst, Duino i veći dio područja kasnije Notranjske, a možda čak i gornji dio Vipavske doline. Izraz „središnja Istra” vjerojatno se koristio za sva ta (pretežno naseljena Slavenima) područja pod vlašću istarskog markgrofa, za razliku od obalnih gradova s pretežno romanskim govornim područjem čije je stanovništvo živjelo u autonomnim općinama.
Herman je najvjerojatnije pohađao neku benediktinsku samostansku školu u Istri. Kasnije je studirao kod Thierryja od Chartresa, bilo u Parizu ili u Chartresu, prije 1138. Moguće je da je prvi put sreo Roberta od Kettona u Parizu ili Chartresu. Richard Hakluyt, citirajući anonimni latinski izvor iz vremena Drugog križarskog rata, kaže da je Robert od Kettona „putovao kroz Francusku, Italiju, Dalmaciju i Grčku, i da je konačno došao u Aziju, gdje je živio u velikoj opasnosti za svoj život među okrutnim Saracenima, ali je ipak savršeno naučio arapski jezik” i „vratio se morem u Španjolsku”, dodajući da ga je Herman „pratio na njegovom dugom putovanju”. Taj odlomak razradili su kasniji povjesničari s mnogim nagađanjima. Neki tvrde da je prošao kroz Carigrad na putu za Bagdad 1135. te da je boravio u Damasku od 1136. do 1138.
Prvi događaj u Hermanovom životu koji se može sigurno datirati je njegov prijevod Fatidice Sahla ibn Bishra iz 1138. godine. Sve njegove aktivnosti mogu se pratiti samo u razdoblju od 1138. do 1143., kada je bio u Španjolskoj.

## Radovi

### Prijevodi islamskih djela
Godine 1142. Herman je bio u Španjolskoj gdje je sudjelovao u projektu prevođenju islamskih tekstova. Petar Časni je angažirao tim, uključujući Hermana, da prevede pet tekstova o islamu na latinski. Herman se smatra glavnim prevoditeljem dvaju tekstova: De generatione Muhamet et nutritura eius i De doctrina Muhamet.
Najznačajniji prijevod u zbirci bio je prijevod Kurana. Prijevod je naslovljen Lex Mahumet pseudoprophete. To je bio prvi poznati prijevod Kurana na neki europski jezik. Robert od Kettona je prema većini izvora, uključujući Lex Mahumet pseudoprophete, bio glavni prevoditelj Kurana. Herman je možda doprinio prijevodu budući da je zbirka nastala timskim radom. Unatoč tome što je bio nesavršen prijevod, Lex Mahumet pseudoprophete  je stoljećima služio kao standard, šireći se u obliku rukopisa prije nego što ga je tiskao Theodor Bibliander 1543. u Baselu. U ovom su se izdanju oba Hermanova navedena prijevoda rasprava o islamu pojavila s predgovorom Martina Luthera.

### Prijevodi klasičnih djela
- Herman je preveo Euklidovo djelo Elementi oko 1140., vjerojatno u suradnji s Robertom od Kettona.
- Herman je preveo Ptolemejeva djela Kanon kraljeva i Planisphaerium u Toulouseu 1143. Planispherium je preveo s komentarima Maslamaha Ibn Ahmada al-Majritija, koji je djelovao u Córdobi u 10. stoljeću. Zapadnoeuropski skolastičari upoznali su se s Ptolemejevim astronomskim pogledima preko ovog prijevoda posvećenog Thierryju od Chartresa (dugo se smatralo da je ovaj prijevod jedina preživjela veza s Ptolemejevim izvornikom. Kasnije je pronađen još jedan arapski prijevod koji je sačuvan u Istanbulu).

### Astrologija i astronomija
Hermanov prvi poznati prijevod bila je šesta knjiga astrološke rasprave Liber sextus astronomie židovskog pisca Sahl ibn Bishra. Objavljen je u Španjolskoj 1138. godine pod naslovom Zaelis fatidica. Sahl ibn Bishr je pisao u grčkoj astrološkoj tradiciji. Prvih pet knjiga sačuvano je u prijevodu Ivana od Seville (oko 1090. – oko 1150.). Šesta knjiga obrađuje tri tematske teme o utjecajima na svijet i njegove stanovnike. Djelo sadrži proricanja na temelju kretanja planeta i kometa.
Oko 1140. Herman je preveo na latinski astronomsko djelo Kitab al-madkhala ila ilm ahkam al nujum koje je napisao Abu Ma'shar al-Balkhi. Djelo sadrži probleme iz grčke filozofije, arapske astronomije i istočnjačke astrologije, a prvi ga je na latinski preveo Ivan od Seville 1133. Hermanov manje doslovan prijevod objavljen je nekoliko puta pod naslovom Liber introductorius in astronomiam Albumasaris, Abalachii (Augsburg 1489.; Venecija 1495. i 1506.). Velik dio Hermanovog prijevoda prepisan je u knjizi Book of Astronomical Judgements Rogera od Hereforda. Dijelove Hermanova prijevoda također je sastavio inače nepoznati srednjovjekovni autor Georgius Zothorus Zaparus Fendulus u svojem bogato ilustriranom djelu Liber astrologiae (Liber Abumazarus).
Herman je izradio verziju astronomskih tablica Al-Hvarizmija – također ih je 1126. preveo Adelard iz Batha (1075. – 1164.).
Charles Burnett (2001.) tvrdi da je Herman surađivao s Robertom od Kettona i Hugom od Santalle na djelu Liber novem iudicum, zbirci prijevoda arapskih astrologa, posebice al-Kindija. Mogući cilj njihovog projekta je bio zamjena trenutne praznovjerne latinske astrologije arapskom astronomskom znanošću. Arapski tekstovi često smatraju da je Hermesa autoritet. Burnett pretpostavlja da su renesansni magovi samo nastavili ovu hermetičku tradiciju koju su započeli Herman, Robert i Hugo. Herman dijeli tehničku terminologiju s Hugom.